# Informatique et systèmes de production
Pour les articles homonymes, voir ISP.
L'ISP (informatique et systèmes de production) est une option de détermination en seconde générale.
Cette option permet aux élèves de découvrir différentes machines et modes de productions. Avec un volume horaire de 3 heures par semaine (souvent 2 heures une semaine et 4 heures la suivante) et l'obligation d'être couplée avec l'option Initiation aux sciences de l'ingénieur (ISI), cet enseignement permet de supprimer les Sciences de la vie et de la terre (SVT).
Il prépare principalement aux premières du baccalauréat sciences et technologies industrielles (STI) mais n'empêche en rien l'accès à une première générale, souvent S option SI (science de l'ingénieur), mais aussi SVT avec des cours de rattrapage.